# Astrid Alexandre

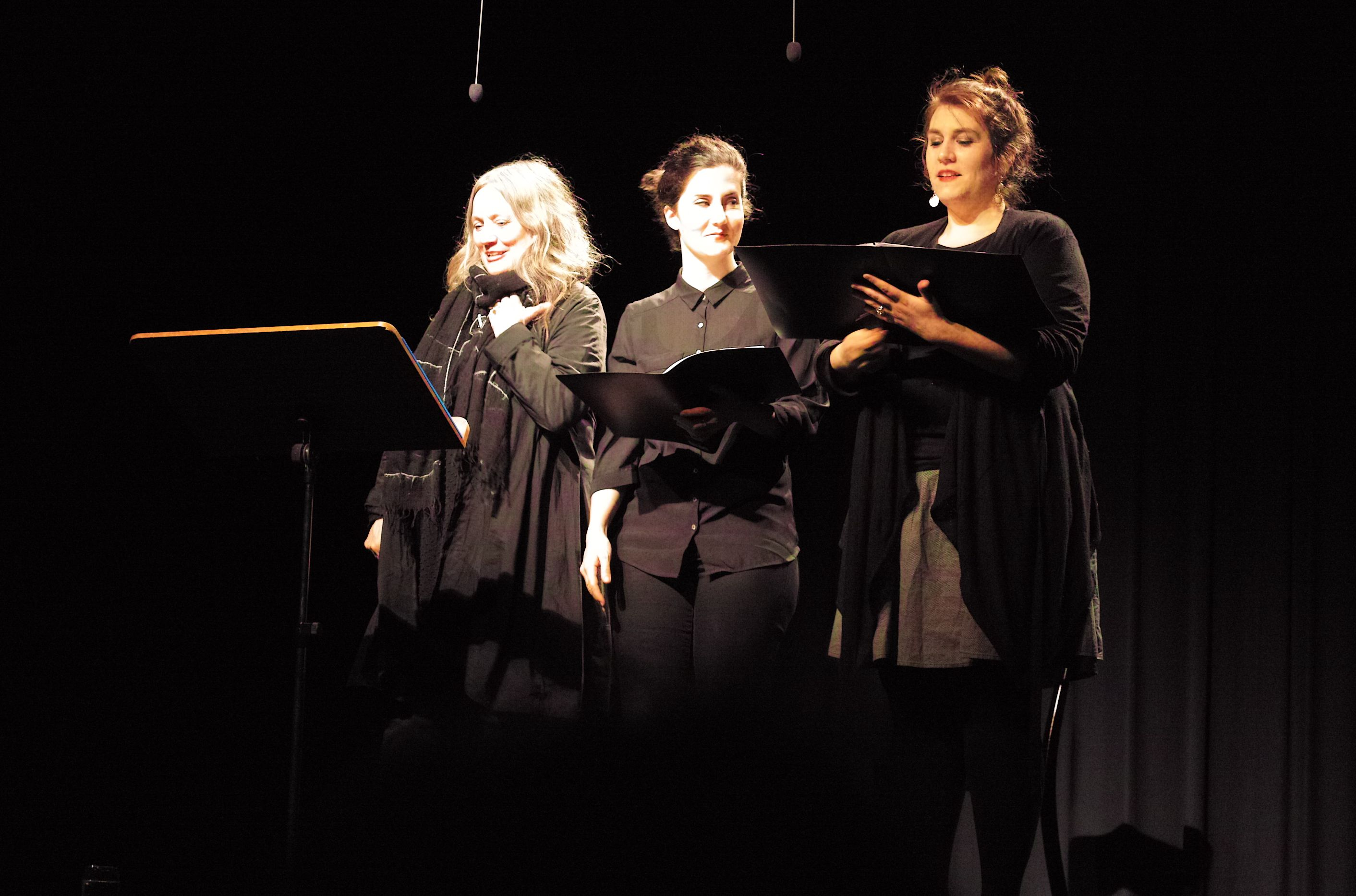
(von rechts nach links) Astrid Alexandre, Ursina Giger und Corin Curschellas (2016)

Astrid Alexandre (* 5. April 1981 in Port-au-Prince, Haiti) ist eine Schweizer Liedermacherin und Radiojournalistin.

## Leben
Astrid Alexandre wuchs in Belgien und in der Schweiz in einer belgisch-schweizerischen Familie auf, besuchte die Schule in der Schweiz und absolvierte das Lehrerseminar in Chur und studierte am Musikwissenschaftlichen Seminar der Universität Basel. Zwischenzeitlich arbeitete sie als Lehrerin in Andiast. Sie arbeitet unterdessen teilweise als Redaktorin bei Radiotelevisiun Svizra Rumantscha. Alexandre singt vor allem auf Sursilvan, aber auch auf Englisch, Französisch und Schweizerdeutsch. Im Herbst 2014 erschien ihr erstes Soloalbum. Vorher spielte sie zusammen mit Corin Curschellas die CDs Triada und Origins ein.
Als Musikerin trat sie an Festivals und auf Bühnen in der ganzen Schweiz und auch in Frankreich auf, als Solokünstlerin, Ensemblemitglied und oft auch zusammen mit Mario Pacchioli und Corin Curschellas. Sie initiierte für Radiotelevisiun Rumantscha das erfolgreiche Projekt chant au tour, mit dem rätoromanische Sänger in der Schweiz auf Tournee gingen.

## Diskografie
- astrid alexandre, R-tunes, 2014[3]
- Umbrivas, R-tunes, 2018[4]

## Auszeichnungen
- 2015: Medienpreis SRG.R für die Sendung Med Ursina i København[5]
- 2016: Förderpreis der Stadt Chur wegen „ihrer bezaubernden Stimme und ihrer mehrsprachigen, eigenkomponierten Lieder“[6]